# Kate Upton
Katherine Elizabeth "Kate" Upton (n. 10 iunie 1992) este o actriță și fotomodel american, cunoscută pentru aparițiile sale în Sports Illustrated Swimsuit Issue. Ea a fost modelul de pe coperta revistrei în anii 2012 și 2013. De asemenea apărut pe coperta aniversară centenară a revistei Vanity Fair.

## Filmografie
| An   | Titlu             | Rol                      | Note |
| ---- | ----------------- | ------------------------ | ---- |
| 2011 | Tower Heist       | Mr. Hightower's Mistress |      |
| 2012 | The Three Stooges | Sister Bernice           |      |
| 2014 | The Other Woman   | Amber                    |      |

| An   | Titlu                                           | Rol       | Note                                  |
| ---- | ----------------------------------------------- | --------- | ------------------------------------- |
| 2011 | Tosh.0                                          | Ea însuși | Episodul: "Bug in Mouth Reporter"     |
| 2012 | Sports Illustrated: The Making of Swimsuit 2012 | Ea însuși | TV special; dated February 14         |
| 2012 | Saturday Night Live                             | Ea însuși | Episodul: "Maya Rudolph/Sleigh Bells" |
| 2012 | GTTV Presents MLB 2K12: The Perfect Club        | Ea însuși | Episode dated May 24                  |